# Stellan Otto von Mörner
Stellan Otto von Mörner, född i Tyskland på 1500-talet, död 8 december 1645 i Vreta klosters församling, var en svensk ståthållare, landshövding, herre till Klossow i Markgrevskapet Brandenburg (nuvarande Kłosów nära Mieszkowice). Han gravsattes i Vreta kloster.

## Biografi
Stellan Otto var son till Baltzar von Mörner i adelsätten Mörner. Han kom till Karl IX:s hov omkring 1605 och blev page. Han blev engagerad i kungens politik på Nordkalotten och deltog 1610 i en expedition till Norra ishavets kust för att där driva in skatt av sjösamerna. Han introducerades på Svenska Riddarhuset 1625 i svenneklassen och naturaliserades 1627. År 1618 gifte han sig med Maria von der Grünau, som var Otto Helmer Mörners änka). Paret fick tillsammans fyra barn varav Hans Georg Mörner blev friherre Mörner af Morlanda 1674 (dennes son Carl Gustaf Mörner blev stamfader för  grevliga grenen Mörner af Morlanda). Stellan Otto von Mörners andra äktenskap ingicks med Katarina Månesköld af Seglinge, med vilken han fick fem barn, däribland Aron Gustaf von Mörner. Denne ingick 1660 äktenskap med Kristina Svinhufvud af Qvalstad, med vilken han bland andra barn fick dottern Maria Elisabeth von Mörner. Hon gifte sig sedermera med Peter Ackerman, bokhållare och tullnär i Vimmerby och det är från de två som en större gren ur Långarydssläkten stammar. Stellan Mörner var åren 1611–13 ståthållare över Västerbotten med lappmarkerna med särskild uppgift att främja kolonisationen. Efter att ha varit bland annat överjägmästare, ståthållare över Åland och helt kort landshövding i Södermanlands län utnämndes han 1634 till landshövding i det nybildade Västernorrlands län, som då omfattade Hälsingland, Medelpad, Ångermanland, Västerbotten och samtliga lappmarker utom Kemi lappmark. År 1638 delades det stora länet och Stellan Mörner blev landshövding för den norra delen, Västerbottens län, som då också utsträcktes till Kemi lappmark. Under sin verksamhetstid var Mörner starkt engagerad i norrländska frågor, bland annat bristen på skolor och sjukstugor. Mörner begärde avsked 1641.